# Greet De Roo
Greet De Roo (Beernem, 17 april 1960), officieel Margareta De Roo, is een Belgische voormalige burgemeester van de landelijke gemeente Ruiselede (provincie West-Vlaanderen).

## Biografie
Greet De Roo is een telg uit de familie De Roo. Ze huwde met Raf Coens en gebruikt in de politiek dan ook soms de naam Greet Coens-De Roo. Ze is boerin. Haar oudere zus Martine werd in 1995 gemeenteraadslid en in 2001 schepen in Beernem.
De Roo ging in de gemeentepolitiek in Ruiselede. Ze nam in 1994 deel aan de gemeenteraadsverkiezingen en werd schepen vanaf 1995. In 2000 werd ze herkozen. In 2006 nam burgemeester Etienne Biebuyck niet meer deel aan de verkiezingen wegens gezondheidsredenen en Greet De Roo werd in 2007 burgemeester van Ruiselede voor de lijst RKD, wat staat voor Ruiselede Kruiskerke Doomkerke (of ook wel voor 'Ruiseleedse Kristen Democraten'). Ze was de eerste vrouwelijke burgemeester van Ruiselede.
In 2012 begon De Roo aan een tweede ambtstermijn en in 2018 trad ze voor een derde maal aan als burgemeester. In 2022 kwam ze samen met de leden van het college van burgemeester en schepenen onder vuur te liggen naar aanleiding van de fusieplannen met de buurgemeente Wingene, waarop een volksraadpleging werd gehouden. In 2023 werden - ondanks tegenkanting - verdere stappen genomen voor een fusietraject. Begin 2025 werd de fusie met Wingene een feit en zodoende was De Roo de laatste burgemeester van Ruiselede. Vervolgens werd ze in Wingene schepen voor Landbouw, Bosbeleid en Dierenwelzijn.